# Neoscaptia apicipuncta
Neoscaptia apicipuncta là một loài bướm đêm thuộc phân họ Arctiinae, họ Erebidae.